# 1064 Aethusa
1064 Aethusa är en asteroid i huvudbältet som upptäcktes den 2 augusti 1926 av den tyske astronomen Karl Wilhelm Reinmuth. Dess preliminära beteckning var 1926 PA. Den namngavs sedan efter det vetenskapliga namnet på växtsläktet Aethusa som tillhör familjen flockblommiga växter.
Aethusas senaste periheliepassage skedde den 2 december 2023. Fotometriska observationer 2006 har gett vid handen att asteroiden har en rotationstid på 8,621 ± 0,004  timmar.